# Лемпиці (Високомазовецький повіт)
Лемпиці (пол. Łempice) — село в Польщі, у гміні Цехановець Високомазовецького повіту Підляського воєводства.
Населення — 232 особи (2011).
У 1975—1998 роках село належало до Ломжинського воєводства.

## Демографія
Демографічна структура станом на 31 березня 2011 року:
|          | Загалом | Допрацездатний вік | Працездатний вік | Постпрацездатний вік |
| -------- | ------- | ------------------ | ---------------- | -------------------- |
| Чоловіки | 124     | 23                 | 80               | 21                   |
| Жінки    | 108     | 24                 | 54               | 30                   |
| Разом    | 232     | 47                 | 134              | 51                   |